# Parc Merveilleux

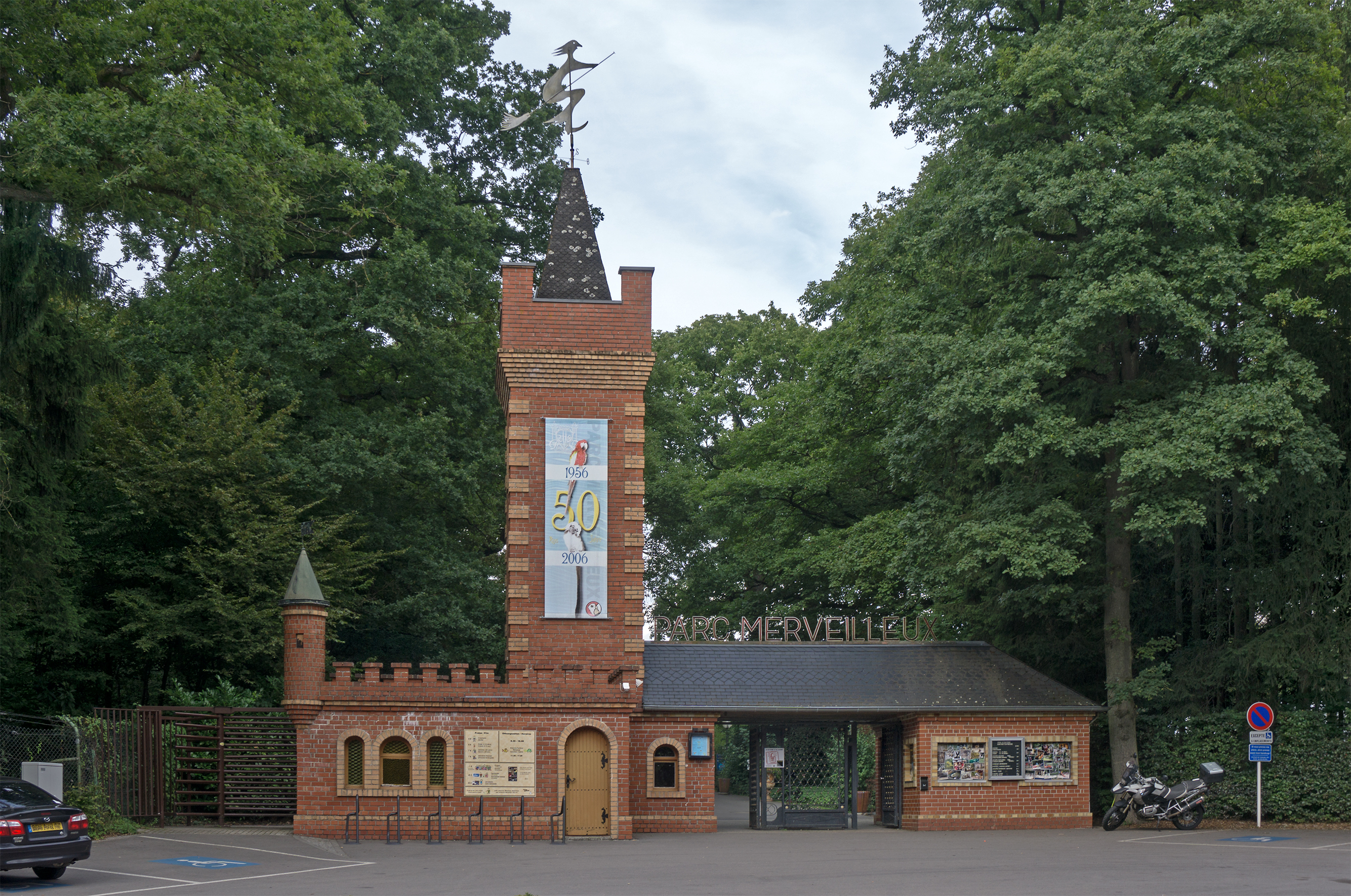
Entrada al Park Merveilleux

El Parc Merveilleux és un parc de diversions situat a l'est de Bettembourg al sud de Luxemburg. Dissenyat sobretot per al públic infantil, el parc compta amb una gran varietat d'atraccions, incloent ocells exòtics, animals en els seus hàbitats naturals, un ranxo de cavalls, un ferrocarril en miniatura, cotxes de lloguer sense conductor per a nens, zones de jocs, escenes de contes de fades, un restaurant i un cafeteria. El parc està obert tots els dies des de Pasqua a començaments d'octubre.